# Chevalieropsis ctenotricha
Chevalieropsis ctenotricha är en svampart som först beskrevs av Pat. & Har., och fick sitt nu gällande namn av G. Arnaud 1923. Chevalieropsis ctenotricha ingår i släktet Chevalieropsis och familjen Parodiopsidaceae.   Inga underarter finns listade i Catalogue of Life.